# Любовь Яровая (спектакль, 1951)
«Любовь Яровая» — спектакль Ленинградского Большого драматического театра им. М. Горького, поставленный Иваном Ефремовым по одноимённой пьесе Константина Тренёва в 1951 году. В 1953 году на основе этой постановки киностудией Ленфильм был создан одноименный фильм-спектакль, ставший одним из лидеров советского кинопроката.

## История создания
Впервые представленная публике в 1926 году, пьеса К. Тренёва «Любовь Яровая» сразу обрела популярность и была поставлена во многих театрах; в 1928 году к ней обращался и Большой драматический театр (режиссёр Б.М. Дмоховский). В 1951 году Иван Ефремов, в то время главный режиссёр театра, осуществил новую постановку пьесы, самую безобидную из её многочисленных редакций. Так, в спектакле БДТ отсутствует возлюбленный Пановой, Александр, с его репликой: «Схлестнулись две стаи шакалов, и каждая требует, чтобы её лай за ангельское пение принимали».
Иван Ефремов недолгое время возглавлял БДТ в период, когда театр переживал затяжной кризис и потерял зрителей; «Любовь Яровая», премьера которой состоялась 6 ноября, стала одним из немногих спектаклей БДТ, привлёкших внимание театральной общественности, в том числе и целым рядом прекрасных актёрских работ. Когда в самом начале 1950-х годов было принято решение о создании фонда снятых на киноплёнку и предназначенных для массового зрителя лучших спектаклей советских театров, «Любовь Яровая» Ивана Ефремова в числе первых удостоилась этой чести: в 1953 году режиссёр Ян Фрид снял спектакль на киностудии «Ленфильм». В условиях, когда телевидение в стране ещё не получило широкого распространения, «Любовь Яровая» демонстрировалась в кинотеатрах как фильм-спектакль и даже стала лидером проката 1953 года.

## Сюжет
(Некоторые сюжетные линии опущены)
Действие происходит в годы Гражданской войны в Крыму. В небольшом городе, занятом красными, местную власть возглавляет комиссар Роман Кошкин (Виталий Полицеймако), человек достаточно жёсткий, но доверчивый. Вокруг него немало людей, тайно ненавидящих большевиков, в том числе и его помощник Елисатов (Ефим Копелян), представляющийся как «журналист и общественный деятель», в действительности спекулянт, и секретарь-машинистка Павла Панова.
В числе руководителей города — комиссар Вихорь, «радикал», не любящий интеллигенцию вообще и старых военных специалистов в частности. Супруги Горностаевы, на квартире у которых проживает Вихорь, приходят к Кошкину с жалобой на него: комиссар  опечатал библиотеку профессора Горностаева и, зарезав трёх кур, их кровью написал на стенах: «Режь недорезанных буржуев!» Кошкин разрешает проблемы профессора, приказывает выдать ему охранную грамоту, но в отношении Вихоря никаких мер не принимает.
На приём к Кошкину приходит местная учительница, Любовь Яровая (Зинаида Карпова), у неё важное сообщение: к городу приближаются белые; но Панова (Валентина Кибардина), уже давно знающая об этом от Елисатова, не пускает её к Кошкину, ссылаясь на занятость комиссара. Между женщинами завязывается недружелюбный разговор, из которого выясняется, что муж Пановой, талантливый архитектор, умер от тифа, а муж Яровой, революционер с немалым подпольным стажем, погиб два года назад.
Узнав о приближении белых к Жегловскому мосту, Кошкин приказывает небольшой группе во главе с Вихорем взорвать мост. Однако и мост не взрывается, и группа не возвращается. Красные покидают город, но часть их, во главе с Кошкиным, остаётся для ведения подпольной работы. В подвале школы прячут ящики с оружием.
В город входят белые во главе с полковником Малининым; в их честь служится молебен; присутствующая на нём Любовь Яровая узнаёт в переодетом комиссаре Вихоре своего мужа, Михаила Ярового (Александр Мазаев), которого считала погибшим ещё в Первую мировую войну. Супруги бросаются в объятия друг другу, но в этот момент профессорша Горностаева (Елена Грановская), увидев бывшего постояльца, призывает арестовать его как красного комиссара. Вихоря хватают под руки, однако полковник Малинин приказывает отпустить поручика Ярового.
Узнав, что её муж уже давно служит белым, Яровая избегает его; подпольщики узнают об аресте и предстоящей казни группы коммунистов из соседнего городка — Жегловки, решают отбить их в день казни, но для этого надо знать, где и когда она состоится. Сначала Кошкин, потом Яровая пытаются узнать об этом у Пановой, но получают отказ. В отсутствие полковника Малинина, Любовь Яровая заходит в его кабинет, перебирает почту в поисках нужного пакета, но за этим занятием её застаёт Чир, доносчик по призванию: прежде он писал доносы красным, работая у них курьером, теперь обо всём доносит новому начальству. Яровую спасает муж, объясняющий полковнику Малинину (Александр Лариков), что жена его болезненно ревнива и ищет его амурную переписку в служебной почте. Он пытается объясниться с женой, но разговор не складывается.
За красавицей Пановой тем временем, кроме Елисатова, наперебой ухаживают два полковника — Малинин и Кутов; ревнивый Кутов (Сергей Карнович-Валуа) шантажирует Панову её работой у красных; чтобы избавиться от него, Панова сообщает Яровой, что в портфеле Кутова находится пакет с интересующим её приказом. Кутова убивают, но никакого приказа в его портфеле не находят.
Кошкин назначает подпольщикам встречу на пустыре за школой; по совету Пановой Яровой приходит в школу к жене, проклинает всё, что встало между ними и клянётся, что для него нет ничего важнее их любви. Яровая умоляет мужа освободить арестованных товарищей; в этот момент Михаил Яровой замечает среди деревьев известного в городе большевика — матроса Швандю (Игорь Горбачёв) и поспешно уходит, будто бы затем, чтобы исполнить просьбу жены. Когда подпольщики собираются на пустыре, появляется Яровой во главе вооружённого отряда; жену он приказывает ненадолго запереть в школе, всех остальных арестовывает.
Тем временем красные прорывают фронт, белые спешно эвакуируются; Михаил Яровой задерживается в городе, чтобы покончить с арестованными. Получив сообщение о том, что его жена и Швандя ведут агитацию среди солдат, охраняющих тюрьму, Яровой оказывается не в силах отдать приказ стрелять. Заключённых освобождают; в город входят красные; преследуемый вооружённым патрулем, Яровой пытается спрятаться, но его без колебаний выдаёт жена.

## Действующие лица и исполнители
- Любовь Яровая, учительница — Ольга Казико, Зинаида Карпова (в киноверсии)
- Михаил Яровой, её муж, офицер — Александр Мазаев (в киноверсии), Владислав Стржельчик
- Павла Петровна Панова, машинистка — Валентина Кибардина
- Роман Кошкин, комиссар — Василий Софронов, Виталий Полицеймако (в киноверсии)
- Швандя, матрос — Виталий Полицеймако, Ефим Копелян,   Игорь Горбачёв (в киноверсии)
- Максим Горностаев, профессор — Георгий Семёнов
- Елена Горностаева, его жена — Елена Грановская
- Малинин, полковник — Александр Лариков
- Кутов, полковник — Сергей Карнович-Валуа
- Аркадий Елисатов, деятель тыла — Михаил Иванов, Ефим Копелян (в киноверсии)
- Дунька, горничная, потом спекулянтка —  Марина Адашевская, Вера Романова (в киноверсии)
- Марья Скопцова, крестьянка, мать Григория и Семена Скопцовых — Елена Никитина
- Григорий Скопцов, сын Марии, красноармеец — Борис Васильев
- Семён Скопцов, сын Марии, белоказак — Степан Пономаренко
- Девушка-военная — Людмила Макарова
- Фольгин, либеральный человек — Н. Н. Дмитриев
- Пикалов, мобилизованный — Борис Рыжухин
- Чир — И. М. Пальму, В. Н. Чайников
- Распорядитель танцев — Владислав Стржельчик (в киноверсии)

## Создатели спектакля
- Режиссёр-постановщик— Иван Ефремов
- Художник — И. С. Белицкий
- Постановщик танцев — Н. М. Уланова

### Создатели фильма-спектакля
- Режиссёр-постановщик: Ян Фрид
- Оператор: Аполлинарий Дудко, Алексей Сысоев
- Режиссёр: М. Руф
- Художник: Виктор Савостин
- Композитор: Венедикт Пушков
- Звукорежиссёр: Лев Вальтер[6]